# Сара-Софі Буссніна
Сара-Софі Буссніна (дан. Sarah-Sofie Boussnina, 28 грудня 1990) — данська акторка, найбільш відома міжнародній аудиторії за серіалами «Міст» та «1864» (2014).

## Біографія
Сара-Софі Бусніна народилася в Есб'єрзі і виросла в Свенборзі разом зі своїм батьком, який родом з Тунісу, матір'ю та двома братами. В Свенборзі вона навчалася в гімназії (дан. Svendborg Gymnasium), яку покинула на другому курсі, та переїхала до Копенгагена в 2010 році, щоб зосередитись на зйомках у серіалі «Паркова дорога» (дан. Lærkevej).
Тричі подавала заявку до Королівської театральної школи (дан. Statens Teaterskole), але безуспішно.

## Особисте життя
У травні 2016 року Сара-Софі Буссніна одружилась з попспіваком Луї Самсон Майр, вокалістом гурту «Julias Moon». У травні 2022 року у пари народилася донька. Зараз вони проживають у місті Фредеріксберг.

## Фільмографія

### Кінематограф
| Рік  | Українська назва               | Оригінальна назва               | Роль          | Примітка |
| ---- | ------------------------------ | ------------------------------- | ------------- | -------- |
| 2011 | Бора-Бора                      | Bora Bora                       | Міа           |          |
| 2012 | Паркова дорога                 | Lærkevej - til døden os skiller | Матільда Холм |          |
| 2013 | Заочно                         | In absentia                     | Каріна        |          |
| 2014 | Містеріум. Мисливці на фазанів | Fasandræberne                   | молода Кіммі  |          |
| 2014 | Катюша                         | Katusha                         | Катюша        |          |
| 2015 | Повернення                     | Comeback                        | Фреріке       |          |
| 2017 | Листи Аміни                    | Aminas breve                    | Гюльдан       |          |
| 2018 | Марія Магдалина                | Mary Magdalene                  | Марта         |          |
| 2019 | Ловець птахів                  | The Birdcatcher                 | Естер         |          |
| 2021 | Припливи                       | Tides                           | Нарвік        |          |

### Серіали
| Рік       | Українська назва       | Оригінальна назва         | Роль              | Примітка |
| --------- | ---------------------- | ------------------------- | ----------------- | -------- |
| 2007-2012 | Вбивство               | Forbrydelsen              | Саллі             |          |
| 2009-2010 | Паркова дорога         | Lærkevej                  | Матільда Холм     |          |
| 2011-2018 | Міст                   | The Bridge                | Шанет             |          |
| 2012      | Аутсайдер              | Outsider                  | Малін             |          |
| 2013      | Близнюки і Санта Клаус | Tvillingerne & Julemanden | Регітце Шварц     |          |
| 2014      | 1864                   | 1864                      | Клаудія Хенріксен |          |
| 2016-2018 | Чорне озеро            | Svartsjön                 | Ханна             |          |
| 2017-2019 | Падіння лицаря         | Knightfall                | Аделін            |          |
| 2024      | Дюна: Пророцтво        | Dune: Prophecy            | Інес Корріно      |          |

## Нагороди та номінації
Сара-Софі Бусніна 21 листопада 2014 року отримала нагороду — «премію „Ekko Shortlist“ за найкращу жіночу роль» (дан. Bedste kvindelige skuespiller) за роль у фільмі «Заочно» (дан. In absentia).
У 2019 року на кінофестивалі Ґарден Стейт отримала нагороду — «премію за найкращу жіночу роль у художньому фільмі» (англ. Best Actress Feature Film) за роль у фільмі «Ловець птахів» (англ. The Birdcatcher).